# 达尼洛·拉朗杰拉
达尼洛·拉朗杰拉（葡萄牙語：Danilo Larangeira，1984年5月10日—），简称达尼洛（Danilo），是一名巴西足球运动员，现效力于意乙球队帕爾馬。

## 俱乐部生涯
达尼洛在保利斯塔开始职业足球生涯，2005年起转投帕拉尼恩斯。2009年，他被租借到帕尔梅拉斯一年，并在2009年12月16日正式转会加盟帕尔梅拉斯。
2011年夏季，他加盟意大利足球甲级联赛球队乌迪内斯，并迅速成为球队的主力。2013年9月4日，他和球队续约至2018年夏季。